# Exèrcit Revolucionari Zomi
L'Exèrcit Revolucionari Zomi (Zomi Revolutionary Army, ဇိုမီး လွတ်လပ်ရေး တပ်မတော် ZRA) és la branca armada de l'Organització Revolucionària Zomi, un moviment armat de la branca dels paite de Manipur dins l'ètnia dels mizos o zomis (també Xin o Chin). Tot i que els kuki són també de l'ètnia Xin, actualment l'Exèrcit Revolucionari Zomi està enfrontat militarment a Manipur amb l'Exèrcit Nacional Kuki.